# Puruchuco

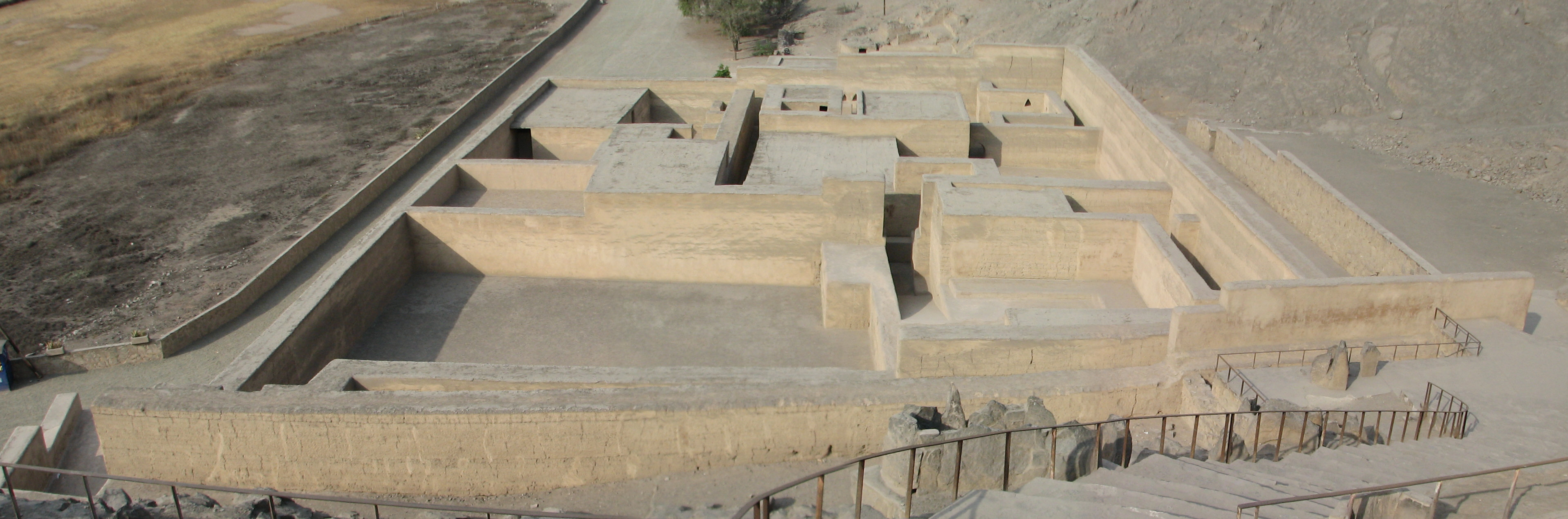
Puruchuco régészeti lelőhelye

Puruchuco Peruban fekvő régészeti lelőhely, a Lima közelében levő terület egykor az Inka Birodalom egyik adminisztratív központja volt.

## Története
Az építészeti komplexum kialakítása az inka kultúrához köthető. 
Puruchuco a Huaquerones régióban fekszik, aminek területén több piramis áll, és ebben a régióban található az inka civilizáció egyik legnagyobb temetkezési helye is. Puruchuco-hoz mérhető komplex lelőhelyek fekszenek San Juan de Pariachi és Huaycán területén, ezek közül Puruchuco a legkisebb. 
A feltárást Arturo Jiménez Borja vezette 1959 és 1961 között.
A helyszínen múzeumot alakítottak ki.